# Quercus canbyi
Quercus canbyi es una especie del género Quercus dentro de la familia Fagaceae. Está clasificada en la sección Lobatae; del roble rojo de América del Norte, Centroamérica y el norte de América del Sur que tienen los estilos largos, las bellotas maduran en 18 meses y tienen un sabor muy amargo. Las hojas suelen tener lóbulos con las puntas afiladas, con cerdas o con púas en el lóbulo.

## Distribución y hábitat
Se encuentra en México en los estados de Nuevo León (Tamaulipas) y los Estados Unidos en el estado de Texas a la Sierra de Chisos. Crece entre los 0 a los 2100 m en cañones rocosos, en una zona restringida.

## Descripción
Quercus canbyi es un pequeño árbol que alcanza un tamaño de entre los 4 a los 15 metros de altura, y el tronco entre 20 a 50 cm de diámetro. Las ramas son largas y flexibles, algo caídas. La corteza es de color marrón verdoso, suave, convirtiéndose en gris oscuro, verrugoso, surcado. Las ramitas tienen un color rojizo amarronado, brillantes, finas (1-2 mm de diámetro), pronto glabras, con lenticelas claras. Los brotes terminales tienen un color rojizo marrón, ovoides, de 1 0,5-5 mm, poco ciliados. Las hojas miden 7,5-10 x 2-3 cm, semiperennifolias o últimamente caducifolias, gruesas, correosas, lanceoladas a estrechamente elípticas. El ápice agudo, atenuado, base redondeada o cuneiforme, margen grueso, revoluto, con 4 pares de cerdas de poca profundidad con punta de lóbulos dentados, o a veces todo, de color verde brillante, sin pelo arriba; sin brillo, de color marrón rojizo; entre 4 a 8 pares venas. Los pecíolos están sin pelos, delgados y flexibles, de 1-2 cm de largo. Las flores salen 1 o 2 entre los meses de abril y mayo. Los amentos masculinos miden entre 3 a 5 cm de largo y los pistilos hacen entre 0,5 a 1 cm de largo. Las bellotas hacen 1,5 cm, estrechas, sin pecíolo, sola o en parejas. La taza es muy superficial y cubre 1/4 o 1/3 de la nueve, y las bellotas maduran entre 1 o 2 años.

## Taxonomía
Quercus canbyi fue descrita por William Trelease y publicado en Memoirs of the National Academy of Sciences 20: 188, pl. 379, 380. 1924.
Etimología
Quercus: nombre genérico del latín que designaba igualmente al roble y a la encina.
canbyi: epíteto otorgado en honor del botánico estadounidense William Marriott Canby.
Sinonimia
- Quercus alamarensis C.H.Mull.
- Quercus graciliformis C.H.Mull.
- Quercus graciliformis var. parvilobata C.H.Mull.
- Quercus graciliformis f. parvilobata (C.H.Mull.) C.H.Mull.
- Quercus graciliramis C.H.Mull.
- Quercus karwinskii Trel.[4][5]